# The Dentist
The Dentist è un film del 1996 diretto da Brian Yuzna.

## Trama
Il dottor Alan Feinstone un uomo ossessionato dall'ordine e dalla pulizia ha una vita apparentemente perfetta: ha una bella casa, una splendida moglie ed è un affermato dentista. Il giorno del suo anniversario di matrimonio tuttavia scopre che sua moglie Brooke lo tradisce con Matt, l'addetto alla manutenzione della loro piscina.
Meditando vendetta il dottore si reca nel suo studio dove però non riesce a concentrarsi durante le varie visite, causando degli incidenti che insospettiscono le sue assistenti. I problemi derivano dal fatto che il dottore è preda di allucinazioni ossessive durante le quali vede i denti degli altri come marci e decadenti, anche quando sono in buono stato e a causa delle quali si convince ad operare in maniera invasiva e violenta.
Dopo che vari pazienti hanno protestato per il trattamento ricevuto, Feinstone chiude lo studio in anticipo e rimane solo. Decide dunque di mettere in atto la sua terribile vendetta. Dopo essersi vestito di tutto punto, chiama nello studio sua moglie Brooke. Amante dell'opera classica le mostra la nuova sala operatoria, che ha arredato ispirandosi alla Scala di Milano. In realtà Brooke è caduta in una trappola: quando per compiacere il marito si siede fingendo di essere il primo paziente della nuova sala, lui la immobilizza per poi estrarle dolorosamente i denti uno alla volta e la lingua.
Il mattino seguente mentre un ignaro Matt sta pulendo la piscina, Feinstone riceve la visita del detective Sunshine allertato da alcuni vicini di casa del dottore a causa di alcuni spari uditi il giorno prima, a cui aveva fatto seguito il ritrovamento di un cane ucciso a colpi d'arma da fuoco. Il giorno prima mentre Feinstone stava pedinando Matt, era stato aggredito da un cane e lo aveva freddato con la sua pistola: Feinstone mente, negando di possedere un'arma da fuoco. Dopo che Sunshine se n'è andato, Matt fa un macabro ritrovamento nella vasca: una lingua mozzata. Quando si avvicina a Brooke sdraiata a bordo piscina la trova in uno stato orribile, viene poi colto alla sprovvista ed ucciso a coltellate dal medico, che si dirige poi verso lo studio per una nuova giornata di "lavoro".
Ma la polizia è sulle sue tracce. Prima di essere raggiunto, Feinstone tortura ed uccide un disonesto agente delle tasse e le due infermiere che lo hanno scoperto, ma la sua ultima vittima (la giovane Sarah) riesce a fuggire. Il dottore viene finalmente arrestato nell'università dove insegna odontoiatria. Rinchiuso a vita in un manicomio, Feinstone viene lasciato in completa balìa delle sue allucinazioni. Nell'ultima scena del film, scambia il volto del dentista dell'istituto con quello deturpato di sua moglie Brooke e inizia ad urlare terrorizzato, essendo ora lui la vittima e non più il carnefice.

## Personaggi
- Dr. Alan Feinstone: il principale antagonista del film, affermato dentista, amante dell'ordine e della pulizia fino all'ossessione, rigido, vendicativo, sadico, crudele, squilibrato e con dei problemi a dominare la propria aggressività. È perseguitato da una grave fobia del marcio e da allucinazioni.
- Brooke Feinstone: l'avvenente moglie del dottor Feinstone. Pur non tollerandone il pessimo carattere, finge di amarlo, ma in realtà lo tradisce con Matt, il manutentore della piscina. Scoperto il tradimento, Feinstone si vendica estraendole tutti i denti e tagliandole la lingua.
- Matt: il giovane manutentore della piscina dei Feinstone. Nella prima parte del film, Alan scopre che ha una relazione non solo con Brooke, ma con molte altre donne del quartiere. Matt è il primo a trovare Brooke dopo la tortura inflittale dal marito, ma viene ucciso subito dopo dallo stesso Feinstone, che lo assale con un coltello da cucina.
- Det. Sunshine: il detective che indaga sui misteriosi eventi che si ricollegano alla follia del dottor Feinstone.
- Paula Roberts: vicina di casa e amica di Brooke, anche lei ha una relazione con Matt. Quando si presenta da Feinstone per farsi sistemare una capsula, il dottore la punisce trapanandole un molare fino a distruggerlo.
- Sarah: una giovane studentessa a cui Feinstone deve rimuovere l'apparecchio e che rischia di diventare la sua ultima vittima. Si salva però in extremis, promettendo al dottore di lavarsi i denti tre volte al giorno e non mangiare più caramelle.
- Mr. Schaeffer: un disonesto agente del fisco che scopre delle irregolarità fiscali di Feinstone e pensa di approfittarne per ricattarlo. In realtà cade anche lui vittima del dottore, che, con il pretesto di visitarlo gratuitamente, lo lega alla sedia, gli lussa la mandibola con un divaricatore e gli trapana la lingua.

## Sequel
Il film ha avuto un sequel nel 1998, intitolato The Dentist 2, sempre diretto da Brian Yuzna.